# انقلاب ۱۸۳۰ فرانسه
انقلاب ۱۸۳۰ فرانسه، معروف به انقلاب ژوئیه (فرانسوی: Trois Glorieuses‎) در جریان موج انقلابی دهه ۱۸۳۰ در فرانسه رخ داد. این انقلاب منجر به کناره‌گیری شارل دهم پادشاه بوربون فرانسه از قدرت شد. جانشین او لوئی فیلیپ یکم که از خاندان اورلئان بود توانست بیش از ۱۸ سال حکومت کند. از این انقلاب به عنوان آغازی بر تغییر پادشاهی مشروطه از سلطنت بوربون‌ها به سلطنت ژوئیه، انتقال قدرت از مجلس بوربون به مجلس اورلئان، و جایگزینی حاکمیت مردمی به جای حق سلطنت ارثی یاد می‌شود. حامیان بوربون لژیتمیست، و حامیان لوئی فیلیپ اورلئانیست نامیده شدند.

## پیشینه
پس از شکست امپراتوری اول فرانسه و پیمان پاریس در مه ۱۸۱۴، قاره اروپا و به ویژه فرانسه در وضعیت نابسامانی قرار گرفتند. کنگره وین برای ترسیم نقشه سیاسی قاره تشکیل شد. بسیاری از کشورهای اروپایی در این کنگره شرکت کردند، اما تصمیم‌گیری توسط چهار قدرت بزرگ کنترل می‌شد: بریتانیا نمایندگی شده توسط ویسکونت داستر، وزیر امور خارجه اش؛ امپراتوری اتریش ، توسط صدراعظم کلمنس ونتسل فون مترنیخ؛ امپراتوری روسیه توسط امپراتور الكساندر یکم؛ و پروس که توسط پادشاه فریدریش ویلهلم سوم نمایندگی میشد.